# Spoletói Hercegség
A Spoletói Hercegség egy középkori longobárd államalakulat volt a mai Közép-Olaszország területén.

## Története

### Alapítása
A longobárdok 568-ban érkeztek a mai Olaszország északi területeire, ahol Pavia központtal királyságot alapítottak. A 6. század végére hatalmukat kiterjesztették Dél-Olaszországra is, ahol többé-kevésbé független hercegségeket alapítottak (Beneventói Hercegség, Capuai Hercegség, Salernói Hercegség). 575–576-ban az Alboin király halálát követő paviai trónviszályokat kihasználva Faroald herceg elfoglalta Nursiát és Spoletót és egy új hercegséget alapított Spoletói Hercegség néven. A következő években állandó háborúban állt a Ravennai Exarchátussal és a Pápai állammal. Liutprand herceg uralkodása idejének végére (744) Spoleto visszakerült a paviai trón fennhatósága alá.

### A Német-Római Birodalom része
776-ban, két évvel Beneventum bukása után, Spoleto is a Nagy Károly vezette frankok fennhatósága alá került. Nagy Károly felvette a longobárd királyi címet és noha a területet az egyháznak ajándékozta fenntartotta magának a jogot a hercegek megválasztására.
842-ben a frankok őrgrófságnak nyilvánították és nagyobb függetlenséget kapott. A 9-10. században számos háborút folytatott a bizánciakkal és az Adriai-tenger partjai mentén portyázó szaracénokkal. I. Guido halála után (860) a hercegséget fiai, Lambert és II. Guido felosztották egymás között. Utóbbi Camerino központtal új hercegséget alapított. Lambert halála után, 883-ban II. Guido ismét egyesítette a hercegséget, majd 888-ban Kövér Károly halála után német-római császárrá és Itália királyává koronáztatta magát. 967-ben II. Ottó német-római császár egy rövid időre egyesítette a Capuai Hercegséget, a Beneventói Hercegséget és a Spoletói Hercegséget, Pandulf herceg vezetésével. Az ő halála után a Spoletói Hercegség rövid ideig a Toszkánai Őrgrófság fennhatósága alá került.
Az invesztitúraharcok idején a hercegeket IV. Henrik német-római császár nevezte ki, ezt követően a Spoletói Hercegség élére az anconai őrgrófok kerültek (Urslingen-család). 1201-ben IV. Ottó német-római császár a pápának ajándékozta a hercegséget, majd területét felosztották a Pápai állam és a Nápolyi Királyság között. A spoletói hercegi címet a 18. századtól kezdve használták ismét a Savoyai-ház tagjai.